# Jordan Miller
Jordan Tyler Miller (ur. 23 stycznia 2000 w Anaheim) – amerykański koszykarz, występujący na pozycji niskiego skrzydłowego, od 2023 zawodnik Los Angeles Clippers oraz zespołu G-League – Ontario Clippers.
W 2023 reprezentował Los Angeles Clippers podczas rozgrywek letniej ligi NBA w Las Vegas.

## Osiągnięcia
Stan na 17 listopada 2023, na podstawie, o ile nie zaznaczono inaczej.
NCAA
- Uczestnik rozgrywek:
  - NCAA Final Four (2023)
  - Elite 8 turnieju NCAA (2022, 2023)
- Mistrz sezonu zasadniczego konferencji Atlantic Coast (ACC – 2023)
- Zaliczony do:
  - I składu turnieju:
    - NCAA Tournament All-Region (2023)
    - DC Paradise Jam All-Tournament (2021)
    - Cayman Islands Classic (2020)

  - II składu:
    - ACC (2023)
    - turnieju ACC (2023)

  - III składu Atlantic 10 (2021)
- Lider konferencji ACC w liczbie:
  - celnych rzutów z gry (2023 – 218)
  - rozegranych minut (2023 – 1294)